# تريفور هالستيد
تريفور هالستيد (بالإنجليزية: Trevor Halstead)‏ هو لاعب اتحاد الرغبي جنوب أفريقي، ولد في 17 يونيو 1976 في Margate, South Africa ‏ في جنوب أفريقيا.

## وصلات خارجية
- تريفور هالستيد عل موقع إسبنسكروم (الإنجليزية)
- تريفور هالستيد على موقع ItsRugby.co.uk (الإنجليزية)